# Guillano Édouard
Guillano Édouard (ur. 19 stycznia 1977 w Baie Aux Huîtres) – maurytyjski piłkarz grający na pozycji środkowego obrońcy. W swojej karierze rozegrał 35 meczów w reprezentacji Mauritiusa.

## Kariera klubowa
Swoją karierę piłkarską Édouard rozpoczął w klubie Scouts Club. W sezonie 1998/1999 zadebiutował w jego barwach w pierwszej lidze maurytyjskiej. W debiutanckim sezonie wywalczył wicemistrzostwo Mauritiusa. W latach 2000–2002 grał w Olympique de Moka, z którym w sezonie 2000/2001 został mistrzem kraju. W latach 2003–2005 występował w US Beau Bassin-Rose Hill. W 2003 roku został z nim wicemistrzem Mauritiusa. W latach 2005–2009 był zawodnikiem AS Port-Louis 2000, a w latach 2010-2013 AS de Vacoas-Phoenix, w którym zakończył karierę. W 2010 roku zdobył z nim Puchar Mauritiusa, a w sezonie 2011 wywalczył wicemistrzostwo tego kraju.

## Kariera reprezentacyjna
W reprezentacji Mauritiusa Édouard zadebiutował 23 stycznia 1999 roku w zremisowanym 1:1 meczu kwalifikacji do Pucharu Narodów Afryki 2000 z Południową Afryką. Od 1999 do 2010 rozegrał w kadrze narodowej 35 meczów.